# Фізичні властивості
Фіз́ичні власт́ивості — властивості будь-якої речовини, які вона проявляє поза хімічною взаємодією: температура плавлення, температура кипіння, в'язкість, густина, розчинність, діелектрична проникність, тепломісткість, теплопровідність, електропровідність, абсорбція, колір, концентрація, емісія, текучість, індуктивність, радіоактивність, гідрофільність і гідрофобність, теплота змочування та ін.
Речовина залишається самою собою, тобто хімічно незмінною, доти, поки зберігаються незмінний склад і будова її молекул (для немолекулярних речовин – поки зберігається їх склад і характер зв'язків між атомами). Відмінності у фізичних властивостях і інших характеристиках речовин дозволяють розділяти суміші різних речовин (Див. Збагачення корисних копалин).
Розрізняють фізичні властивості твердих тіл, газів, рідин, фізичного поля.
Фізичні властивості для одного агрегатного стану речовини можуть бути різні. Наприклад, механічні, теплові, електричні, оптичні фізичні властивості залежать від обраного напрямку в кристалі (Див. Анізотропія).